# Callionima guiarti
Callionima guiarti (Debauche, 1934) è un lepidottero appartenente alla famiglia Sphingidae, diffuso in America Meridionale.

## Descrizione

### Adulto
L'ala anteriore ricorda essenzialmente quella di C. parce, ma la tonalità di fondo è più omogenea, ed il disegno meno marcato.

Il genitale maschile, così come quello femminile, è praticamente indistinguibile da quello di C. parce.

Le notizie riguardo a questa specie sono esigue.

### Larva
Dati non disponibili.

### Pupa
Dati non disponibili.

## Distribuzione e habitat
L'areale di questa specie comprende il Paraguay (locus typicus), l'Argentina, il Brasile e la Bolivia.

## Biologia
Durante l'accoppiamento, le femmine richiamano i maschi grazie ad un feromone rilasciato da una ghiandola, posta all'estremità addominale.

### Periodo di volo
Dati non disponibili.

### Alimentazione
Dati non disponibili.

## Tassonomia

### Sottospecie
Non sono state descritte sottospecie.

### Sinonimi
Sono stati riportati due sinonimi:
- Hemeroplanes guiarti Debauche, 1934
- Hemeroplanes modesta Gehlen, 1950

La specie è considerata da molti autori una sottospecie di C. parce.